# Abbaye de Cadouin
Pour les articles homonymes, voir Cadouin (homonymie).
L'abbaye Notre-Dame de la Nativité de Cadouin est un ancien monastère créé en 1115 en Dordogne, sur le territoire de l'ancienne commune de Cadouin.

## Historique de l'Abbaye

### Fondation bénédictine
En 1115, l'évêque Guillaume et les chanoines de la cathédrale Saint-Front donnent à Robert d'Arbrissel une partie de la forêt de Cadouin, à la Sauvetat. L'ermite Géraud de Salles fonde, au nom de Robert d'Arbrissel, un ermitage dans un vallon à l'écart de la vallée de la Dordogne en 1115. D'autres dons vont venir enrichir le patrimoine de l'abbaye par la noblesse des environs, dont ceux par Guillaume de Biron et Maynard de Beynac.
Sentant la fin de sa vie proche, Robert d'Arbrissel cède à son ami les deux lieux situés dans la forêt de Cadouin, le Val Seguin et la Sauvetat. Il l'abandonne à leur pouvoir et à leur volonté ainsi qu'il le manifeste devant des personnalités importantes telles que le duc Foulque V d'Anjou et l'abbesse de l'abbaye de Fontevraud, Pétronille de Chemillé.
En 1119, Géraud de Sales transforme l'ermitage en abbaye et fait venir comme premier abbé Henri, un moine de l'abbaye de Pontigny. Le XI des calendes de novembre 1119 sont posés les fondements du nouveau monastère. Entre 1120 et 1140, l'abbaye de Cadouin va essaimer et va avoir six abbayes-filles sur le territoire aquitain qui vont elles-mêmes fonder des abbayes. Ainsi l'abbaye de Grandselve fondée par Géraud de Sales en 1114-1117 qui se détache de l'abbaye de Cadouin pour se rattacher à l'ordre cistercien en 1145, l'abbaye d'Ardorel dans le diocèse de Castres fondée en 1124 par Élie, un disciple de Géraud de Sales.
L'abbatiale fut consacrée en 1154 en présence des évêques de Périgueux, d'Agen et d'Angoulême, des abbés de Moissac, de Terrasson, de Condom.

### Abbaye cistercienne

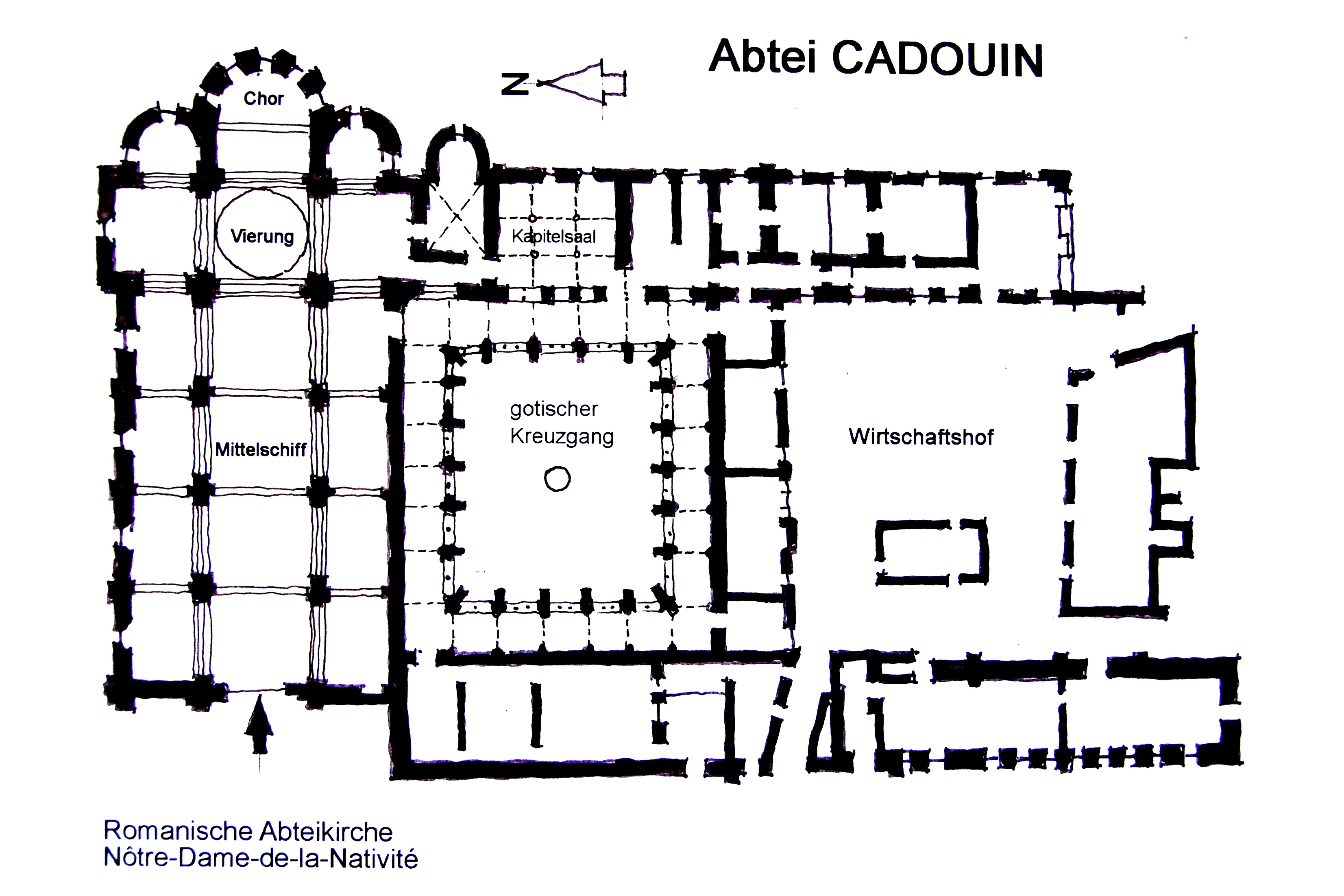
Plan des bâtiments monastiques.

La tradition veut que l'abbaye ait été remise à l'abbaye de Pontigny en 1119, au moment de l'arrivée de moines venant de cette abbaye, dont le premier abbé. Il semble acquis aujourd'hui que cette information soit erronée. Tout au long du XIIe siècle des contacts ont existé entre l'ordre cistercien et l'abbaye de Cadouin, mais l'abbaye n'a rejoint l'ordre qu'entre 1199 et 1201. Un accord a été passé en 1201 entre l'abbé de Pontigny et l'abbé de Cadouin en présence de l'archevêque de Bordeaux Hélie de Malemort, de l'évêque de Périgueux Adhémar et de Raimond de La Roche, prieur de Saint-Avit-Sénieur. Cet accord cite les abbayes filles de Cadouin. L'abbaye de Cadouin est la deuxième fille de l'abbaye de Pontigny et la onzième abbaye de l'ordre cistercien. Malgré son appartenance à l'ordre de Cîteaux, l'abbaye de Cadouin a conservé ses traditions et ses usages particuliers.
Les XIIe et XIIIe siècles ont été des périodes prospères pour l'abbaye. La dévotion au suaire qui aurait été rapporté de Terre Sainte au début du XIIe siècle par Raymond, comte de Toulouse, entraîne de nombreuses donations. Dans sa notice sur l'abbaye de Cadouin, l'abbé Audierne fait arriver le suaire à Cadouin en 1112, amené de Palestine par un clerc originaire de Cadouin, en reprenant l'histoire racontée dans le manuscrit de Cadouin intitulé Recueil de textes relatifs à la querelle eucharistique, à la vie des moines ; Apophtegmes des Pères du Désert ; Liste des évêques de Jérusalem ; Itinéraires en Terre Sainte dans la marge du folio 126. L'abbaye est protégée par les seigneurs locaux et les évêques de Périgueux. Cependant le chapitre général de Cîteaux ordonne des enquêtes pour vérifier l'administration qui semble laisser à désirer.
Les guerres du XIVe siècle vont entraîner la décadence de l'abbaye. L'abbaye est considérée en ruines en 1357. Il ne reste plus que deux moines  pour garder le suaire. La Guerre de Cent Ans va amener le transport du suaire de Cadouin à Toulouse en 1392 par l'abbé de Cadouin, Bertrand du Moulin, qui y reste jusqu'en 1462. À la fin de la guerre, en 1453, il ne reste plus que le prieur et deux moines. Ce transport du suaire à Toulouse a privé l'abbaye des dons des pèlerins.
Au Moyen Âge, cette abbaye était soutenue par les rois de France. Le redressement de l'abbaye est commencé sous l'abbatiat de Pierre de Gaing (1455-1475) et son neveu. Grâce à la protection royale, ce dernier fait reconstruire le cloître grâce à la donation annuelle de 4 000 livres tournois au monastère faite par le roi Louis XI en 1482.

### La Commende et la Stricte observance
Après les guerres de Religion, l'abbaye est en commende. En 1643, l'abbaye adhère à la réforme cistercienne de la stricte observance. L'évêque de Sarlat atteste de l'authenticité du suaire de Cadouin l'année suivante. Après la suppression temporaire des abbés commendataires, en 1661, l'abbé Pierre Mary (1666-1696) entreprend un renouveau spirituel et temporel. Au XVIIIe siècle, le retour de la commende va entraîner une décroissance du nombre de moines et des revenus de l'abbaye. En 1768 il reste cinq moines dans l'abbaye et ses revenus annuels sont de 5 757 livres. En 1789, il y a six moines avec l'abbé Alain de Solminihac.
L'inventaire des biens de l'abbaye est fait les 21 et 22 juin 1790. Tous les biens, en dehors de l'église abbatiale devenue bien communal, sont vendus en 1791. Le cloître et les bâtiments conventuels sont rachetés par le département en 1839 à l'initiative de l'abbé Audierne, inspecteur des monuments historiques pour la Dordogne. L'ancienne abbaye de Cadouin bénéficie de multiples protections au titre des monuments historiques : classement du cloître en 1840, classement de l'église en 1898, classement des bâtiments conventuels en 1976, inscription de la porte de l'abbaye en 1927 et inscription des bâtiments conventuels en 1984.
Elle est inscrite en 1998 sur la liste du patrimoine mondial par l'UNESCO au titre des chemins de Saint-Jacques-de-Compostelle en France.

## Architecture et description

### L'église abbatiale

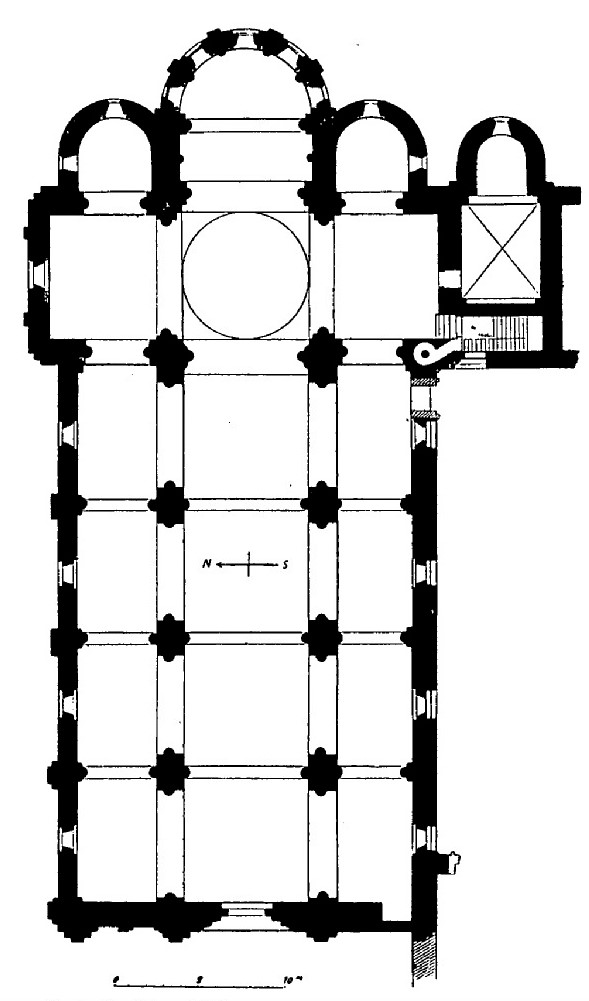
Plan de l'église.
Congrès archéologique de France (1927).

L'église abbatiale de Cadouin est une église romane de trois nefs avec quatre travées voûtées en berceau brisé. Elle est consacrée en 1154.
La façade occidentale est du type roman saintongenais, se présente comme un grand mur austère et massif, avec un porche à quatre rouleaux en son centre, trois grandes baies, en plein cintre et plusieurs arcatures aveugles. L'intérieur est marqué par la sobriété de la décoration. La croisée du transept est dominée par une superbe coupole à pendentifs. Le chœur est décoré de chapiteaux aux motifs végétaux traditionnels dans l'architecture cistercienne primitive. Les chapiteaux de la nef sont en revanche plus frustes.
L'église possède la particularité d'être percée de trois oculi (petite fenêtre ronde) alignés, un sur la façade et deux sur la coupole. À chaque équinoxe, ces oculi sont traversés par un rayon de soleil, matérialisant l'orientation symbolique de l'église vers l'Orient.

### Le cloître

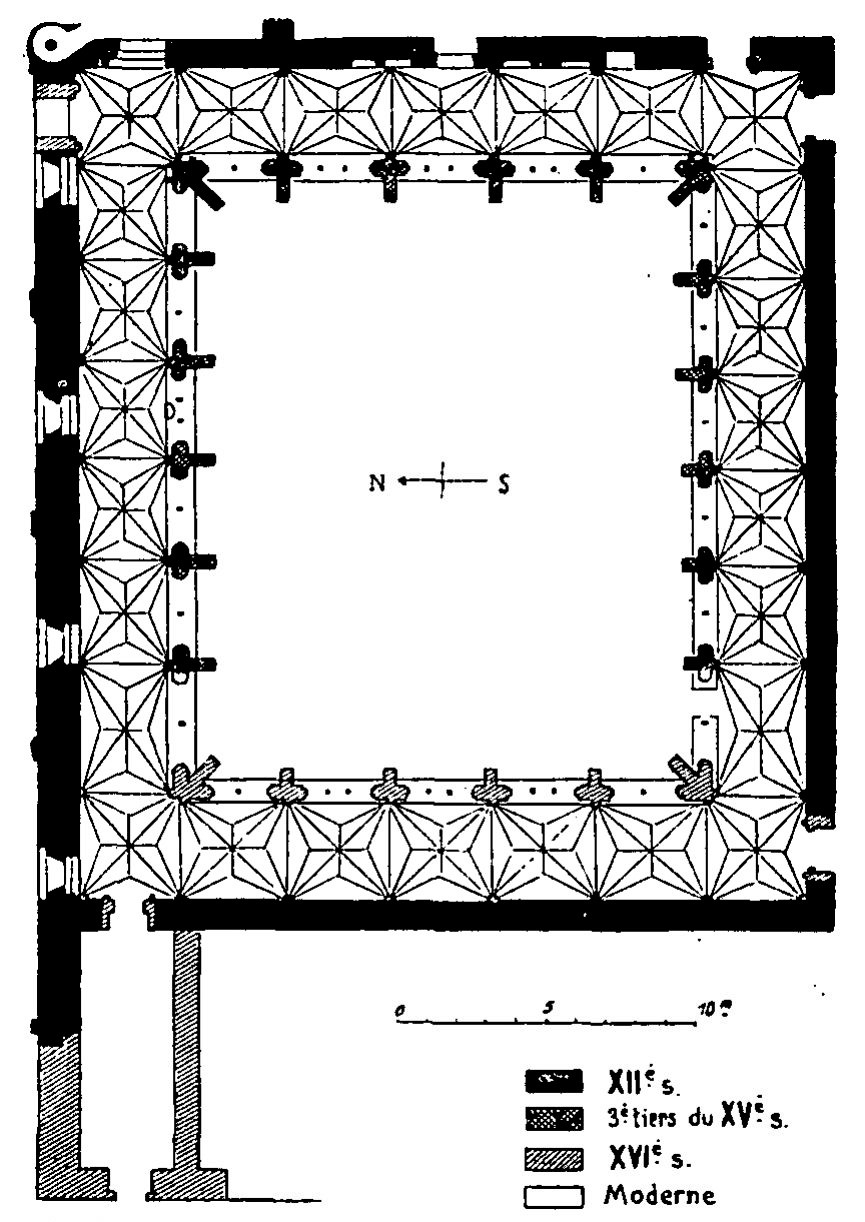
Plan du cloître.
Congrès archéologique de France (1927).

Le cloître, de fonds roman, est décoré du XVe au XVIe siècle. Des colonnes richement sculptées supportent des voûtes compliquées. Dans la galerie nord, on trouve un magnifique siège abbatial en pierre. Aux angles se trouvent des portes flamboyantes du XVe siècle et des portes Renaissance du XVIe siècle. Autour du cloître se trouvent des bâtiments abbatiaux restaurés au XVIIe siècle et qui abritent aujourd'hui une auberge de jeunesse.

## Filiation de dépendances
Candoin est fille de l'abbaye de Pontigny, mère de Gondon, Bonnevaux, Ardorel, La Faise et Saint-Marcel et aux origines de Granselve jusqu'en 1145.

## Le suaire de Cadouin

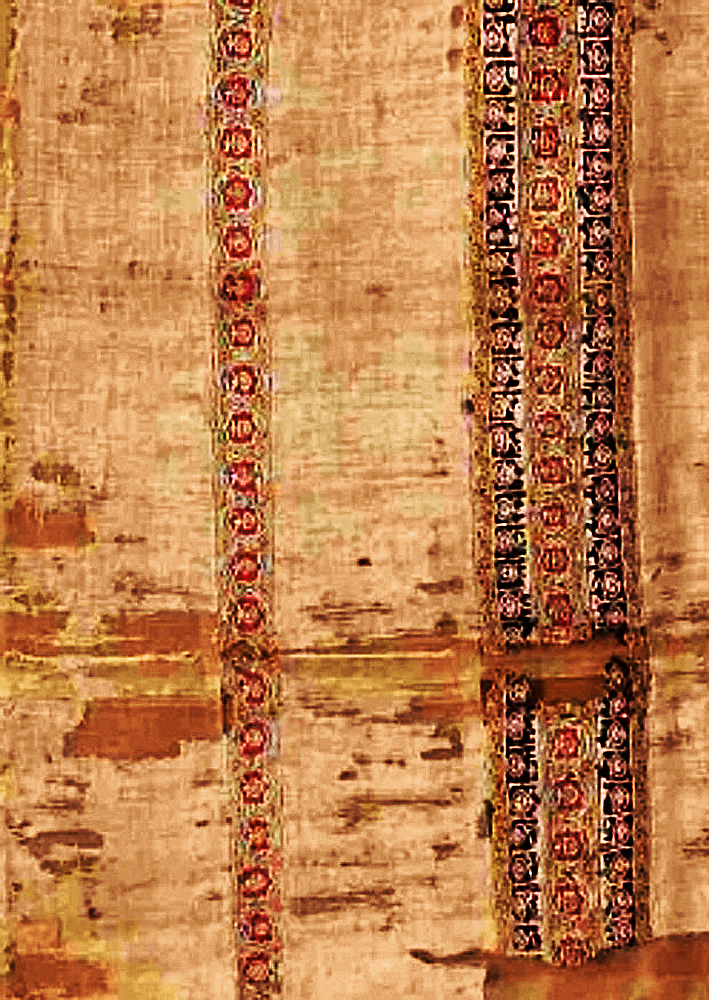
Saint-Suaire de Cadouin, en réalité voile de la période fatimide, tissé en Égypte sous le règne du calife Al-Mustalî (1094-1101).

Aucune archive ne permet de retracer les origines du Suaire de Cadouin. Pendant des siècles, l'histoire se mêle de légende et l'héritage de cette relique de la Passion par les moines de Cadouin s'inscrit dans la lignée de biens des  reliques médiévales. Une pancarte affichée dans l'abbatiale depuis le Moyen Âge attestait de l'authenticité de cette relique. Ramenée de Terre sainte après la première croisade, elle était destinée à la cathédrale du Puy, celle d'Adhémar de Monteil, légat du pape dirigeant cette croisade, puisque c'est lui qui était l'heureux bénéficiaire de l'invention de cette relique pendant le siège d'Antioche. Mais les chanoines du Puy refusèrent de croire à l'histoire du prêtre périgourdin[Qui ?] que le légat-évêque avait chargé de ramener la relique dans sa cathédrale. C'est donc naturellement dans sa paroisse de Brunet que le prêtre périgourdin décida de conserver cette relique. Voisin des moines de Cadouin qui venaient de s'installer dans le vallon du Bélingou, en contrebas de Brunet, le prêtre ne tarda pas à rejoindre la communauté monastique. Son église en bois ayant brûlé, le Saint-Suaire, miraculeusement épargné, fut récupéré en 1117 par les moines de Cadouin qui accueillirent le malheureux prêtre dans les murs de leur abbaye fondée deux ans plus tôt. Le Saint Suaire était désormais cadunien, il le resterait pour toujours, malgré quelques épisodes extérieurs à Cadouin.
Plus probablement entre 1201 et 1214 (date de la première mention du Suaire dans un acte de Simon IV de Montfort), l'abbaye entre en possession du Saint-Suaire et le conserve, durant plusieurs siècles. Cette relique vaut à l'abbaye de Cadouin de devenir un lieu de pèlerinage important, sur le chemin de Compostelle. À partir de 1214 l'histoire de l'abbaye est intimement mêlée à celle de sa relique : grandeur et décadence se succèdent jusqu'à la Révolution et au départ des derniers moines.
Louis XI, après la guerre de Cent Ans et un procès interminable avec les consuls de Toulouse, rend la relique aux caduniens, confiée aux Toulousains pendant ce conflit pour éviter d'être dérobée ; le roi estime légitime la requête cadunienne. Il finance en grande partie la reconstruction de l'abbaye endommagée pendant la guerre, et notamment la construction du cloître gothique flamboyant qui fait aujourd'hui la renommée de Cadouin. Le roi finance également la création d'une halle, qui existe toujours au centre du village, pour relancer l'activité économique autour de l'abbaye.
Le pèlerinage de Cadouin décline pendant les guerres de Religion, mais est relancé en 1644, par la publication d'un procès-verbal d'authenticité de Mgr de Lingendes. Les abbés Louis d'Arodes (1660-1666) et Pierre Mary (1666-1696) profitent de cette embellie, avant un déclin qui dure jusqu'à la Révolution et la dispersion des moines.
Le Saint-Suaire est sauvé de l'incendie par Bureau, le maire de Cadouin, qui le cache sous son plancher, jusqu'à ce qu'il puisse être rendu au culte le 8 septembre 1797. Cependant, il ne fait l'objet que d'un pèlerinage paroissial jusqu'à ce que Mgr Dabert, évêque de Périgueux, le relance en 1866. En effet, le XIXe siècle est une longue suite d'ostensions aussi confidentielles que périodiques. Chaque année, au mois de septembre, la relique est sortie de son reliquaire, et une procession parcourt les rues du village pour l'offrir en vénération aux pèlerins. Le village, que commence à toucher l'exode rural s'endort paisiblement... jusqu'en 1866 quand Mgr Dabert prend la tête du diocèse. Il cherche un sanctuaire diocésain capable de drainer des foules de pèlerins pour participer à son œuvre d'évangélisation diocésaine. Quand il apprend l'existence à Cadouin d'une relique de la Passion, il ne tarde pas à réagir. Il jette son dévolu sur le Saint-Suaire et l'histoire de Cadouin s'en trouve encore une fois bouleversée ; cette ferveur dure jusqu'en 1934.
À cette date, un historien jésuite détermine la date de l'objet grâce à la présence de bandes décoratives ornées d'un texte. Il y relève une inscription en coufique, style d'écriture de l'alphabet arabe. Ouvert par la « fatiha », la profession de foi islamique, le texte indique ensuite que le voile fut tissé à l'époque de Al-Musta'li, calife de l'Égypte fatimide, et de son vizir El Afdal, à l'extrême fin du XIe siècle. En 1936, à la suite de la publication de cette information, Mgr Louis, évêque de Périgueux, annule le pèlerinage ancestral à Cadouin, qui perdit là une grande partie de ses revenus.
Habituellement visible dans le cloître de l'abbaye, le suaire, exceptionnel tissu fatimide intact (un seul autre est connu), est parti en restauration à Périgueux en juillet 2005. L'original devrait également retrouver sa place au cœur de l'abbaye, mais il ne sera plus présenté au public : l'exposition prolongée à la lumière détériore le tissu. Depuis 2012, un fac-similé est présenté au public. Une exposition présente les récents travaux du cloître ainsi que le fac-similé du tissu fatimide nommé Saint-Suaire de Cadouin réalisé depuis 2006 par l'E.N.S.I.S.A (École Nationale Supérieure d'Ingénieurs d'Alsace), avec la collaboration du Laboratoire de recherche des monuments historiques (L.R.M.H).
Depuis près de vingt ans, sous l'égide des « Amis de Cadouin », un colloque historique et archéologique réunit les passionnés de Cadouin chaque année fin août.
L'histoire du suaire de Cadouin a inspiré l'écrivain Jean de La Varende dans son roman l'Amour sacré, l'amour profane.

## Les manuscrits de l'abbaye de Cadouin
Malgré les ravages du temps, les manuscrits de Cadouin restent un témoin important de la richesse de sa bibliothèque. Ces manuscrits correspondent à la pratique de la vie monastique, partagée entre prière, messe, offices, étude de l'écriture sainte et travail. Les plus anciens manuscrits sont un Sacramentaire grégorien à l'usage de Cahors, de la première moitié Xe siècle, et le Lectionnaire de la messe réunissant l'épistolier et l'évangéliaire confectionné au XIe siècle. La plupart des manuscrits d'étude datent du XIIe siècle.
Cette bibliothèque était renommée au XVIIIe siècle. En 1712, dom Jacques Boyer, de la congrégation de Saint-Maur, signale l'existence de « quantités de beaux manuscrits » dans les archives de Cadouin. Nicolas Baudeau, chanoine de l'abbaye de Chancelade, a recopié de nombreux actes qui ont permis de reconstituer une partie du cartulaire de l'abbaye. À la demande l'évêque de Périgueux, Guillaume Vivien Leydet chargé en 1769 d'une recherche d'anciens manuscrits liturgiques repère les manuscrits conservés à l'abbaye de Cadouin.
L'abbaye de Cadouin, hormis l'église, est vendue comme bien national en 1793. Le décret du 17 juillet 1793 supprime les droits féodaux et les redevances seigneuriales en imposant de brûler les titres seigneuriaux, le 10 août. L'inventaire des biens de l'abbaye fait en 1790 mentionne les manuscrits. On ne sait pas si certains livres de l'abbaye n'ont pas aussi été brûlés le 10 août 1793. Certains livres avaient déjà été rassemblés par des administrateurs du district de Belvès pour les placer dans une bibliothèque publique. Une trentaine d'ouvrages des XVIe et XVIIe siècles sont conservés dans les Archives du diocèse de Périgueux. D'autres manuscrits sont conservés à Cadouin dans des conditions délicates.
Une première étude de ces manuscrits est faite par Eugène Chaminade (1847-1922) qui a été longtemps curé de Sainte-Croix-de-Beaumont. Il a publié en 1887 la Monographie des manuscrits de chant de l'abbaye de Cadouin. Devant l'importance historique de ces manuscrits et la nécessité de les protéger, ils ont été classés au titre des monuments historiques le 4 mai 1905. Après la Loi de séparation des Églises et l'État, un inventaire des biens de la fabrique est fait le 23 janvier 1906. La quasi-totalité des archives et des manuscrits de l'abbaye de Cadouin sont aujourd'hui déposés dans les Archives départementales de la Dordogne. Ces manuscrits sont consultables sur la Bibliothèque numérique du Périgord.

## Galerie d'images

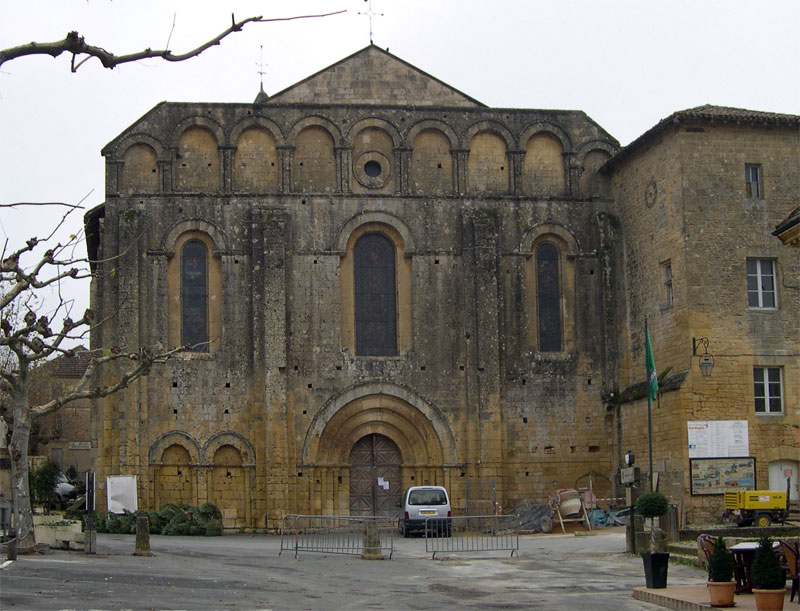
Façade du XIIe siècle.
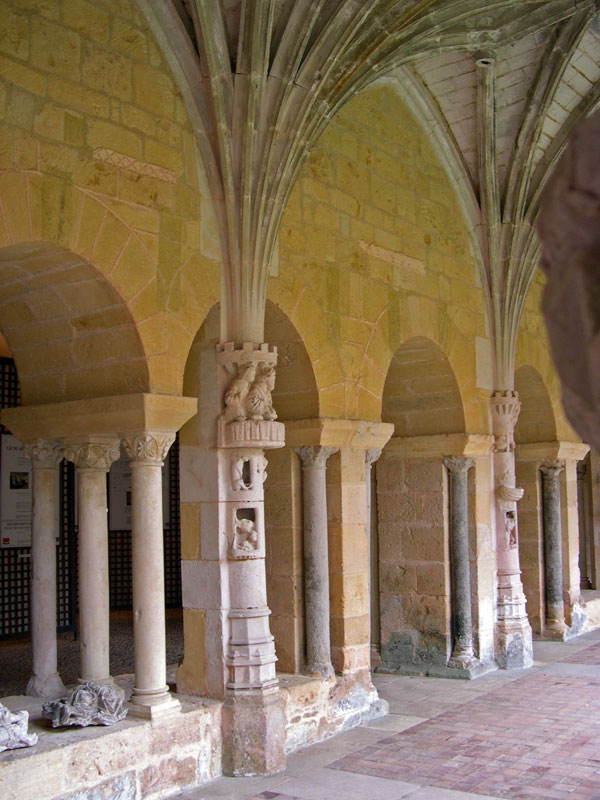
Salle capitulaire.
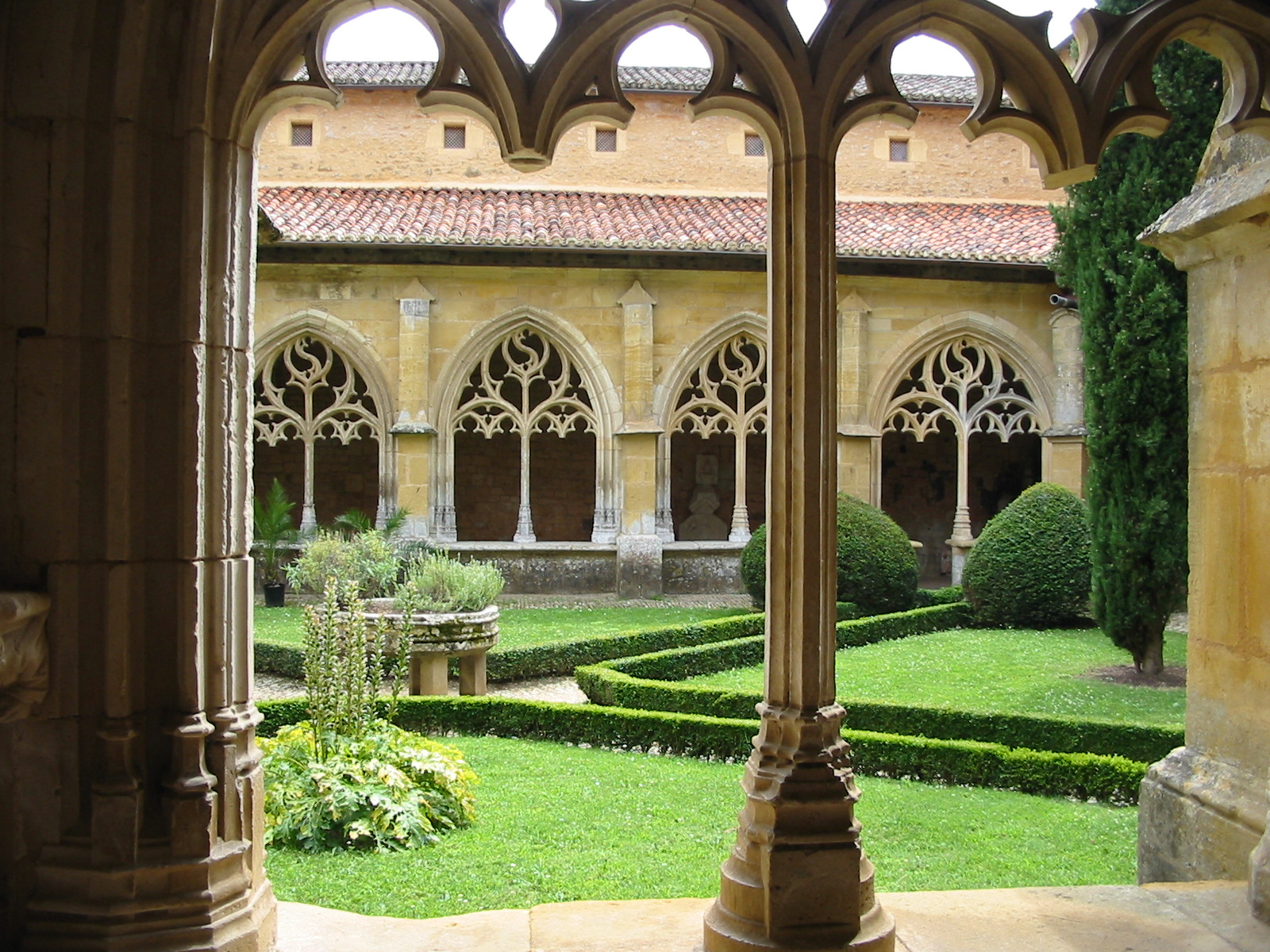
Cloître.
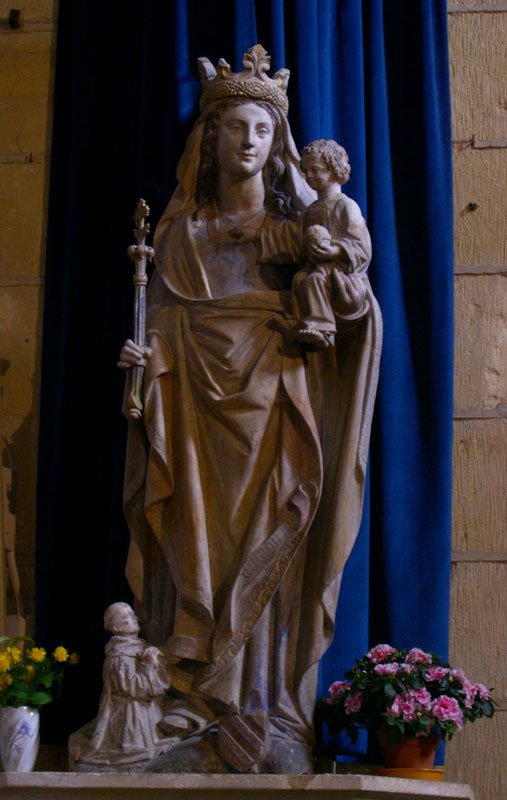
Vierge à l'enfant.
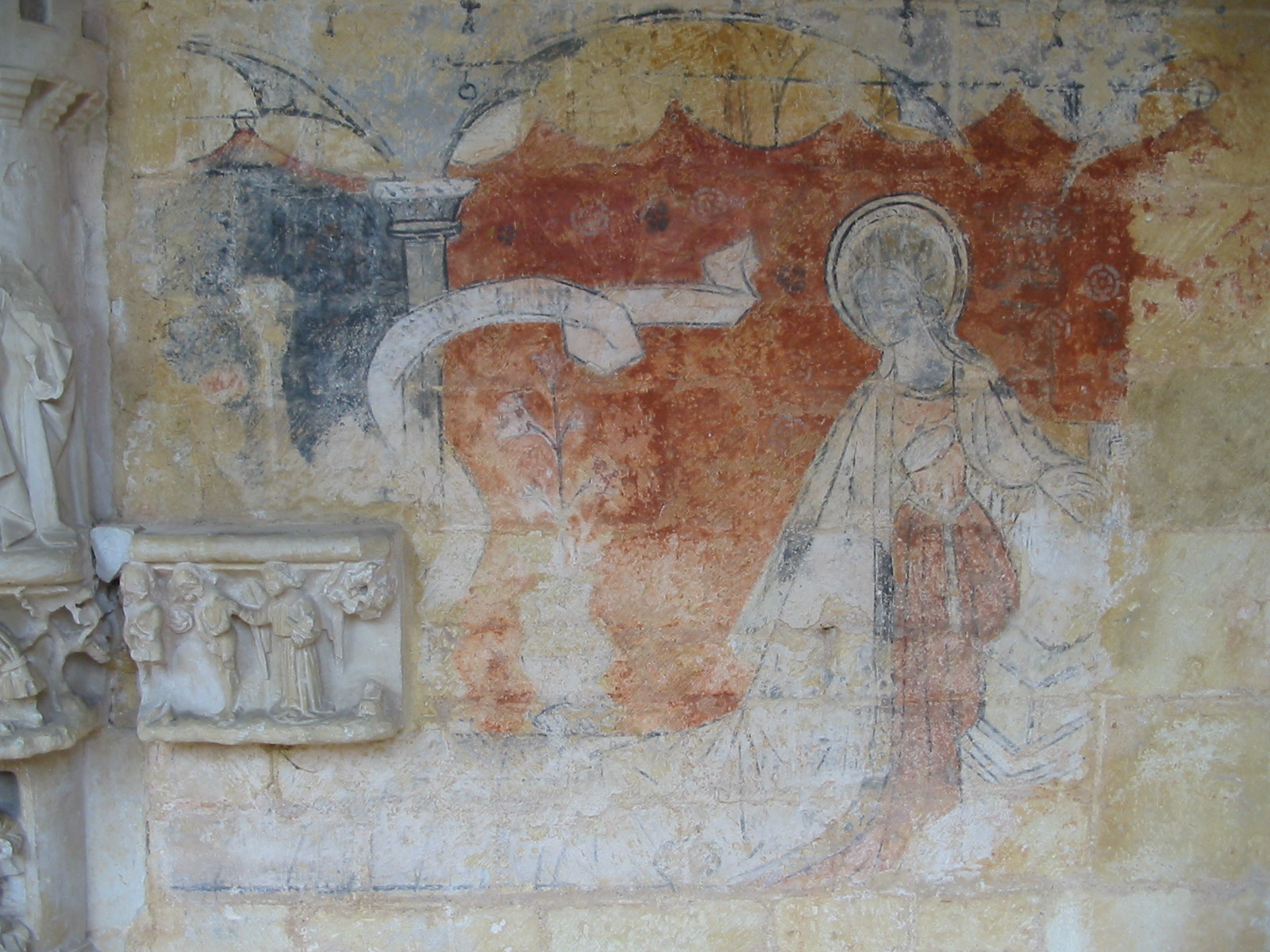
Détail de fresque.
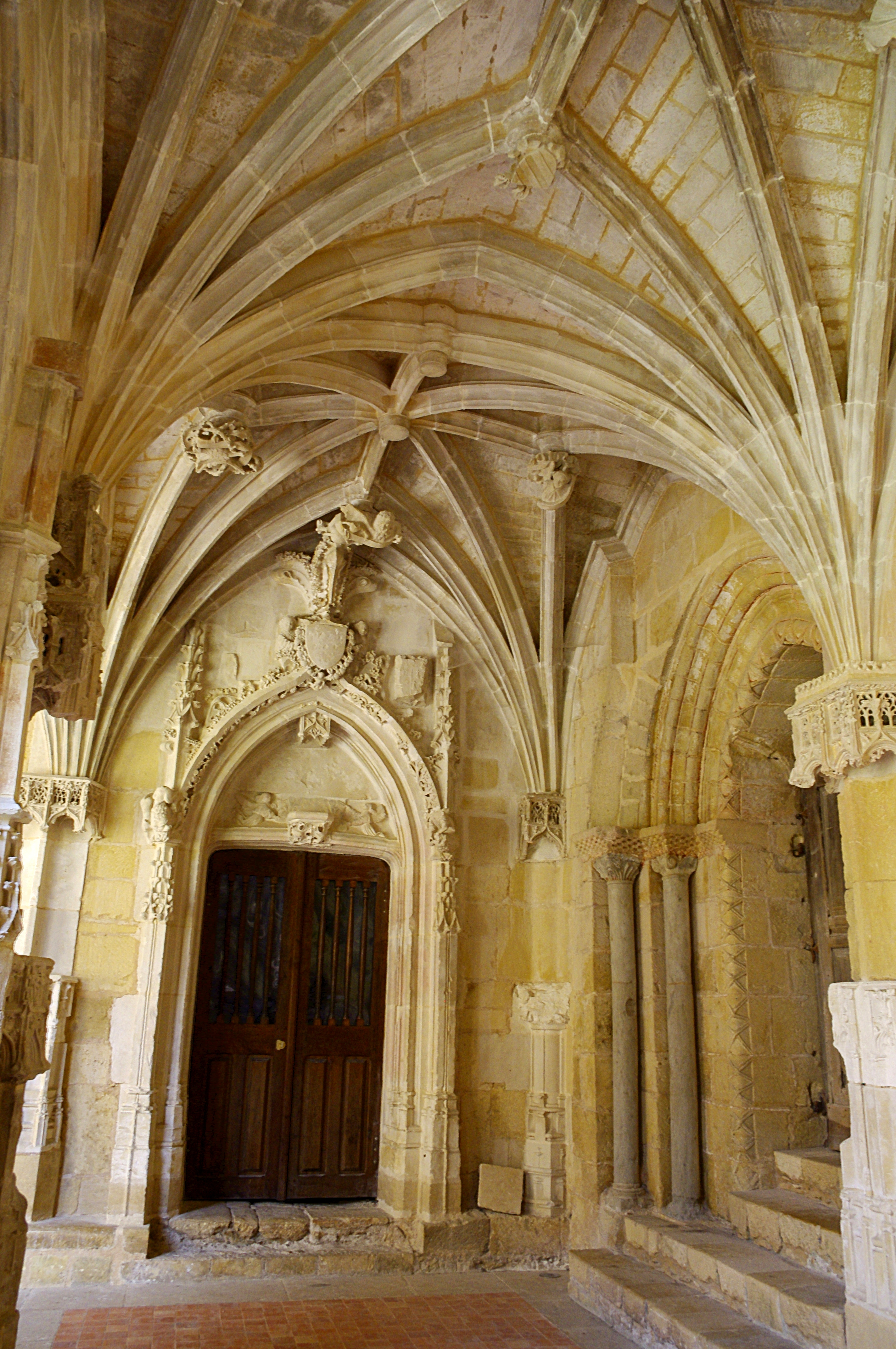
Porte renaissance et porte romane.
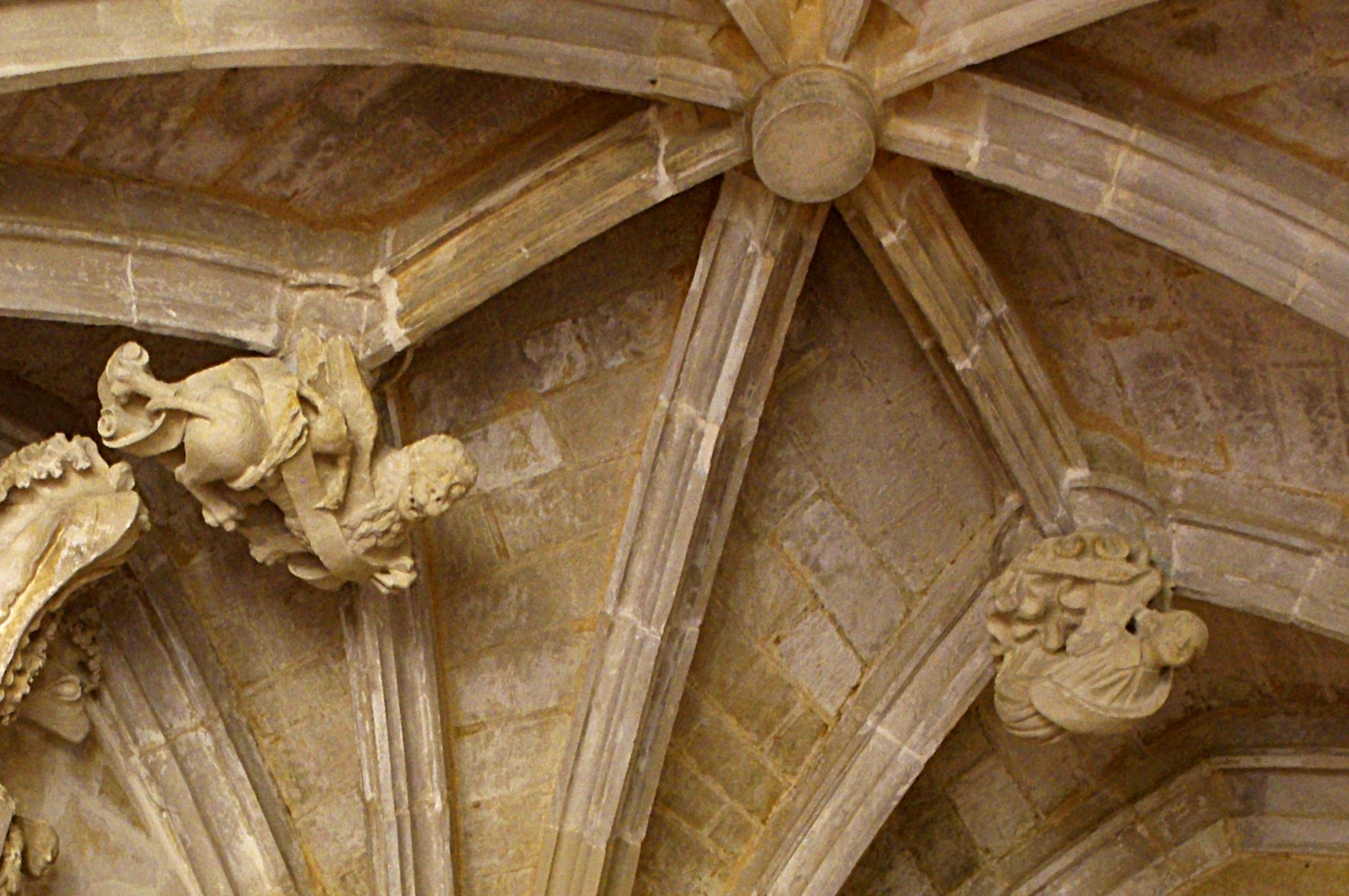
Clés de voûtes représentant les évangélistes Marc (lion) et Matthieu (ange).

## Vitraux
Plusieurs vitraux de l'abbatiale représentent des moments de l'histoire du saint Suaire de Cadouin. Ils ont été réalisés par Lieuzère et fils, Jean-Baptiste Lieuzère (1817-1889) et son fils Pierre, peintre verriers à Bordeaux. 
Le vitrail central de l'abside représentant le Christ bénissant est signé Joseph Villiet, 1864.

## Tourisme
En 2022, le cloître de Cadouin a attiré 31 000 visiteurs.

### Sources et bibliographie

#### L'abbaye
- Marcel Aubert, « Cadouin », dans Congrès archéologique de France. 90e session. Périgueux. 1927, Paris, Société Française d'Archéologie, 1928 (lire en ligne), p. 176-190
- Abbé François-Georges Audierne, Notice historique sur l'abbaye de Cadouin, son église et ses cloîtres, imprimerie Dupont, Périgueux, 1840 ; p. 34 (lire en ligne)
- Marcel Berthler, « La fontaine du cloître de Cadouin », Bulletin de la Société historique et archéologique du Périgord, no 3e livraison,‎ 1997, p. 385-389 (lire en ligne)
- Bernadette Barrière, « Les abbayes issues de l’érémitisme », dans Les cisterciens de Languedoc (XIIIe-XIVe s.), coll. « Cahiers de Fanjeaux » (no 21), 1986 (lire en ligne), p. 71-105
- Brigitte et Gilles Delluc, Cadouin. Une aventure cistercienne en Périgord, Le Bugue, PLB Éditeur, 1990, 167 p., nombreuses ill. in et h.t., cartes, plans et coupes (nouvelle édition revue et augmentée.
- Brigitte et Gilles Delluc, « Cadouin : à propos du cimetière des moines et de saint Bernard », Bulletin de la Société historique et archéologique du Périgord, t. CXVIII, no 3,‎ 1991, p. 489-496 (lire en ligne)
- Brigitte et Gilles Delluc, « L'archéologie cistercienne de Cadouin », dans Bulletin de la Société historique et archéologique du Périgord, 1998, tome 125, p. 383-405, ill. et plan. (lire en ligne)
- Brigitte et Gilles Delluc, Visiter l'abbaye de Cadouin, Sud Ouest, 2008, 32 p., nombreuses ill. (nouvelle édition revue)
- Jacques Gardelles, « L'abbaye de Cadouin », dans Congrès archéologique de France. 137e session. Périgord Noir. 1979, Paris, Société Française d'Archéologie, 1982 (lire en ligne), p. 146-178
- Jacques Gardelles, « Cadouin. Le cloître », dans Aquitaine gothique, Paris, Picard éditeur, 1992 (ISBN 978-2-7084-0421-2), p. 121-126
- Jean-Marie Maubourguet, Le Cartulaire de l'abbaye de Cadouin. Précédé de notes sur l'histoire économique du Périgord méridionale à l'époque féodale, Cahors, A. Coueslant, 1926, 112 p.
- Philippe Oudin, « Cadouin. L'abbaye de jouvence », Le Festin, no numéro spécial L'Aquitaine monumentale,‎ septembre 2004, p. 34-39 (ISBN 2-915262-12-8)
- Dominique Audrerie (sous la direction de), Serge Laruë de Charlus (sous la direction de), Pauline Mabille de Poncheville (sous la direction de), Brigitte et Gilles Delluc et al. (préf. Bernard de Montferrand, postface Hubert de Commarque), « Buisson-de-Cadouin (Le), abbaye Notre-Dame-de-la-Nativité », dans Peintures murales en Périgord. Xe – XXe siècle, Bordeaux/Périgueux, éditions confluences/Société historique et archéologique du Périgord, 2021, 366 p. (ISBN 978-2-35527-255-4), p. 188-193
- Jean-Baptiste Javel, « Les enduits gaufrés et les peintures ornementales de l'abbatiale romane de Cadouin », Bulletin monumental, t. 181, no 3,‎ 2023, p. 203-217
- Jacky Tronel, « Le sauvetage du cloître de Cadouin », Secrets de pays, no 26,‎ 2e semestre 2025, p. 37-43

#### Décoration de Cadouin
- Brigitte et Gilles Delluc, « Des tapisseries d'Aubusson à Cadouin », dans Bulletin de la Société historique et archéologique du Périgord, 2009, tome 136, 1re livraison, p. 101-116 (lire en ligne)

#### Manuscrits de Cadouin
- Thomas Falmagne, Alison Stones, Christelle Cazaux-Kowalski, Yolanta Zaluska, Les manuscrits de l'abbaye de Cadouin, Archives départementales de la Dordogne, Périgueux, 2015  (ISBN 978-2-86024-024-6)
- C. Douais, IV. Charte de Louis XI en faveur de Cadouin (avril 1482), p. 205-228, dans  Annales du Midi : revue archéologique, historique et philologique de la France méridionale, année 1896, Volume 8, no 30 (lire en ligne)
- Jean-M. Maubourguet, Le cartulaire de l'abbaye de Cadouin, précédé de notes sur l'histoire économique du Périgord méridional à l'époque féodale, Cahors, Imprimerie typographique A. Coueslant, 1926, LIV-112 p. (lire en ligne)

#### Le suaire de Cadouin
- Jean de Lingendes, « Le saint suaire de Cadouin », Le chroniqueur du Périgord et du Limousin,‎ 1854, p. 209-214 (lire en ligne)
- Brigitte et Gilles Delluc, « Le suaire de Cadouin : une toile brodée », dans Bulletin de la Société historique et archéologique du Périgord, 1983, tome 110, p. 162-179, 10 fig. (lire en ligne)
- Brigitte et Gilles Delluc, « Le Suaire de Cadouin et son frère le voile de sainte Anne d’Apt (Vaucluse). Deux pièces exceptionnelles d’archéologie textile », Bulletin de la Société historique et archéologique du Périgord, 2001, tome 128, p. 607-626, ill. (lire en ligne)
- Michelle Fournié, Le saint suaire de Cadouin et son dépôt à Toulouse à la fin du Moyen Âge, p. 127-162, Mémoires de la Société archéologique du Midi de la France, 2011, tome 71 (lire en ligne)
- Michelle Bastard-Fournié, « Dévotions à Toulouse au XVe siècle autour du saint suaire de Cadouin-Toulouse », Annales du Midi : revue archéologique, historique et philologique de la France méridionale, t. 125, Histoire religieuse et sociale du Midi médiéval. Hommage à Daniel Le Blévec, no 282,‎ 2013, p. 291-308. (lire en ligne)
- Michelle Fournié, « Les suaires méridionaux du Christ, des reliques « clémentines » ? : Éléments d’enquête », dans Église et État, Église ou État ? : Les clercs et la genèse de l’État moderne, Paris, Publications de la Sorbonne, 2014 (ISBN 978-2-85944-786-1, lire en ligne), p. 417-432
- Michelle Fournié, « Du bon usage des reliques en temps de crise : le cas du Saint Suaire de Cadouin-Toulouse », Commentarii cistercienses, Cîteaux, t. 67, nos 1-2,‎ 2016, p. 91-115.
- Jean Maubourguet, Le suaire de Cadouin, p. 348-363, dans Bulletin de la Société historique et archéologique du Périgord, 1936, tome 63 (lire en ligne)

#### Autres
- Amis de Cadouin, depuis 1994 : Actes des colloques annuels, renseignements au cloître de Cadouin.
- Brigitte et Gilles Delluc, Louis Delluc (1890-1924), l’éveilleur du cinéma français au temps des années folles, Pilote 24 et Les Indépendants du Ier siècle, Périgueux, Paris, 2002, 500 p., ill. (Louis Delluc, oncle du coauteur de cet ouvrage Gilles Delluc, est natif de Cadouin).